# Hoàng Thanh Tâm
Hoàng Thanh Tâm (sinh ngày 14 tháng 4 năm 1960) là một nhạc sĩ Việt Nam, thứ nam của ông Hoàng Cao Tăng, cố giám đốc Đài phát thanh Pháp Á. Hoàng Thanh Tâm có khoảng 60 tác phẩm sáng tác trong khoảng 3 thập niên từ 1980-2009, trong số đó có những nhạc phẩm nổi bật như: "Tháng sáu trời mưa", "Lời tình buồn", "Trả Lại Thoáng Mây Bay", "Ngập ngừng", "Trong tay thánh nữ có đời Tôi".

## Tiểu sử
Hoàng Thanh Tâm là tên thật của nhạc sĩ, anh tự học nhạc qua sách vở, và đã biết sử dụng đàn guitar thành thạo từ nhỏ. Hoàng Thanh Tâm đã bắt đầu chập chững viết những note nhạc đầu tiên vào lúc 13 tuổi tại Sài Gòn, phổ nhạc thi phẩm "Cô hái mơ" của thi sĩ Nguyễn Bính, và đã hoàn chỉnh nhạc phẩm này tại Canberra, Úc vào năm 1987, sau khi ra mắt album đầu tay "Tình khúc Hoàng Thanh Tâm" với chủ đề "Lời Tình Buồn" tại Hoa Kỳ năm 1986.
Sau khi tốt nghiệp trung học tại trường Pétrus Ký, nhạc sĩ Hoàng Thanh Tâm vượt biên đến đảo Pulau Bidong, Malaysia và được hội từ thiện Caritas bảo lãnh sang Bỉ năm 1979.
Anh đã theo học ngành Tin học (L'informatique) 3 năm tại trường Đại học Tự do Bruxelles và một lần nữa anh lại di cư sang Úc Đại Lợi vào năm 1982, và định cư luôn tại Úc cho đến bây giờ...
Trong 3 năm ở Bruxelles, Hoàng Thanh Tâm đã viết rất nhiều ca khúc về những nỗi nhớ thương quê nhà, cho những cuộc tình dang dở của anh, và nỗi cô đơn buồn tủi trên xứ người. Điển hình là những nhạc phẩm như: "Trả Lại Thoáng Mây Bay", "Đêm Tha Hương", "Dáng Xưa", "Xuân Mơ", "Đêm Hoàng Lan" (phổ thơ Trần Dạ Từ), "Lời Cho Người Tình Xa", "Tìm Em" vv...
Nhạc phẩm đầu tay anh viết tại hải ngoại là nhạc phẩm "Trả Lại Thoáng Mây Bay" đã được ca sĩ Lệ Thu trình bày lần đầu tiên trong băng nhạc "Thu Hát Cho Người" do chính Lệ Thu thực hiện năm 1982.
Qua Úc năm 1982, nhạc sĩ Hoàng Thanh Tâm đã sống 6 năm đầu tại thủ đô Canberra. Trong thời gian này, anh có rất nhiều hứng khởi sáng tác, và đã tiếp tục viết rất nhiều tình khúc, cũng như phổ nhạc nhiều bài thơ nổi tiếng của các thi sĩ thời tiền chiến và cận đại như "Tháng sáu trời mưa" & "Cần thiết" của Nguyên Sa, "Áo Trắng" & "Buồn Đêm Mưa" và "Tự Tình" của Huy Cận, "Ngập ngừng" (Em cứ hẹn) của Hồ Dzếnh, "Đây thôn Vỹ Dạ" và "Giọt lệ tình" của Hàn Mặc Tử, "Một mùa đông" của Lưu Trọng Lư, "Đêm trăng" của Xuân Diệu, "Một tháng giêng" (Đêm Hoàng Lan) và "Tình Tự Mưa" của Trần Dạ Từ, hoàn chỉnh thi phẩm "Cô Hái Mơ" của Nguyễn Bính vv...
Sau khi qua Mỹ năm 1986 để thực hiện album đầu tay "Lời Tình Buồn" và album thứ hai "Khúc Nhạc Sầu Cho Em" năm 1987 do trung tâm Giáng Ngọc của Lê Bá Chư phát hành, anh trở về Úc và chuyển về sinh sống ở Sydney năm 1988.
Khi trở lại Mỹ năm 1988 để thực hiện album thứ 3 "Tháng Sáu Trời Mưa" với trung tâm Diễm xưa của chị Thái Xuân, Hoàng Thanh Tâm gặp lại nhà thơ Nguyên Sa và Du Tử Lê, và sau đó đã trở về Úc với thi sĩ Du Tử Lê để ra mắt đêm thơ & nhạc Du Tử Lê & Hoàng Thanh Tâm tại 2 thành phố Sydney và Melbourne. Từ mối thâm giao đó, Hoàng Thanh Tâm đã cho ra đời 3 tình khúc phổ từ 3 thi phẩm của thi sĩ Du Tử Lê gồm:
- "Trong tay Thánh nữ có đời tôi" (Hạnh Phúc Buồn)
- "Còn thơm tay quý phi" (Tay Ngọc)
- "Vì em tôi đã làm sa di" (Kinh Tình Yêu)

Những nhạc phẩm này đều có mặt trong album thứ 4 và thứ năm của Hoàng Thanh Tâm do trung tâm Giáng Ngọc và Làng Văn phát hành năm 1993. 
Sau những hoạt động văn nghệ không ngừng nghỉ tại Hoa Kỳ, nhạc sĩ Hoàng Thanh Tâm đã mở một trung tâm băng nhạc tại Sydney lấy tên là Hoàng Thanh Tâm Enterprises, và làm đại diện cho trung tâm Asia của nhạc sĩ Anh Bằng tại Úc Châu đến năm 2002 . Nhạc sĩ Hoàng Thanh Tâm hiện đang định cư tại Sydney, Úc Châu và vẫn tiếp tục công việc sáng tác của mình. 
Nhạc sĩ Hoàng Thanh Tâm đã sáng tác được hơn 60 ca khúc, đa số là những bản tình ca viết lên từ chính tâm sự của mình, không kể một số ca khúc nói về nỗi buồn thân phận của những người phải rời bỏ quê hương, Hoàng Thanh Tâm luôn mang một nỗi ám ảnh về một cõi đi về của nhạc sĩ Trịnh Công Sơn và điều này thể hiện rất rõ nét trong những nhạc phẩm của anh như:
"Tình ca người xa xứ", "Lời cho người tình xa", "Một cõi tình xa", "Xuân mơ", "Hãy cho nhau tình yêu", "Hồn khói thuốc" vv....
Qua những quá trình đóng góp công sức tim óc của nhạc sĩ Hoàng thanh Tâm cho nền âm nhạc ở hải ngoại suốt hơn một phần tư thế kỷ, và đã để lại một số lượng không nhỏ những nhạc phẩm đã đi vào lòng người Việt ở trong nước cũng như tại hải ngoại, thi sĩ Du Tử Lê đã ưu ái tặng cho người nhạc sĩ họ Hoàng danh hiệu "Con tiểu Phượng Hoàng của nền âm nhạc Việt Nam tại hải ngoại" .

## Những nhạc phẩm tiêu biểu
- Tháng sáu trời mưa (phổ thơ Nguyên Sa) năm 1987
- Trả Lại Thoáng Mây Bay (1980)
- Lời Tình Buồn (1982)
- Ngập ngừng (Em Cứ Hẹn) phổ thơ Hồ Dzếnh năm 1987
- Giấc Thu (1987)
- Trong Tay Thánh Nữ Có Đời Tôi (phổ thơ Du Tử Lê) năm 1993
- Đây Thôn Vỹ Dạ (phổ thơ Hàn Mặc Tử) năm 1988
- Cô Hái Mơ (phổ thơ Nguyễn Bính) năm 1987
- Áo Trắng (phổ thơ Huy Cận) năm 1987
- Dạ Khúc Cuối (1987)
- Khúc Nhạc Sầu Cho Em (1987)
- Ru Đời Chỉ Là Mơ Qua (1988)
- Đời Còn Vang Bước Em (1988)
- Vực Thẳm Tình Yêu (2002)

## Album CD đã phát hành
- LỜI TÌNH BUỒN (Tình khúc Hoàng Thanh Tâm) Giáng Ngọc 15 (trung tâm băng nhạc Giáng Ngọc phát hành tại Hoa Kỳ năm 1986)
- KHÚC NHẠC SẦU CHO EM (Tình Ca Hoàng Thanh Tâm 2) Giáng Ngọc 68 (trung tâm băng nhạc Giáng Ngọc phát hành tại Hoa Kỳ năm 1987)
- ĐÊM HOÀNG LAN (Tình khúc Hoàng Thanh Tâm) Diễm xưa đặc biệt (trung tâm băng nhạc Diễm xưa phát hành tại Hoa Kỳ năm 1988)
- THÁNG SÁU TRỜI MƯA (Tình Ca Hoàng Thanh Tâm 3) Diễm xưa 15 (trung tâm băng nhạc Diễm xưa phát hành tại Hoa Kỳ năm 1988)
- TAY NGỌC (Tình Ca Hoàng Thanh Tâm 4) (trung tâm băng nhạc Giáng Ngọc phát hành tại Hoa Kỳ năm 1993)
- DÁNG XƯA (Tình Ca Hoàng Thanh Tâm 5) (trung tâm băng nhạc Làng Văn phát hành tại Hoa Kỳ năm 1993)
- TÓC BUỒN (Tình Ca Hoàng Thanh Tâm 6) (trung tâm băng nhạc Làng Văn phát hành tại Hoa Kỳ năm 1994)

## Tác phẩm
| - Anh Cứ Hẹn - Anh Ở Đây - Áo Trắng - Bài Luân Vũ Cuối Cùng - Buồn Đêm Mưa - Cần Thiết - Chiều Mưa - Cho Nhau Ngàn Sau - Cô Hái Mơ - Cỏ Lá Xanh Xao | - Còn Thơm Tay Quý Phi - Dạ Khúc Cuối - Dáng Xưa - Dựng Mùa Xuân Trên Quê Hương - Đây Thôn Vỹ Dạ - Đêm Hoang - Đêm Hoàng Lan - Đêm Tha Hương - Đêm Trăng - Đời Còn Vang Bước Em | - Em Cứ Hẹn - Giấc Thu - Giọt Lệ Tình - Hãy Cho Nhau Tình Yêu - Hồn Khói Thuốc - Không Còn Ai Nhớ Nữa - Khúc Nghê Thường Trong Đêm - Khúc Tình Thiên Thu - Khúc Nhạc Sầu Cho Em - Lời Cho Người Tình Xa - Lời Mẹ Dặn | - Lời Tình Buồn - Lời Trăn Trối Của Người Tù - Một Cõi Tình Xa - Một Mùa Đông - Một Ngày Cho Tình Yêu - Ngập Ngừng - Như Mây Lênh Đênh - Như Thoáng Mơ Phai - Niềm Mơ Ước Hồi Sinh - Nỗi Sầu Khổ Dịu Dàng | - Ru Đời Chỉ Là Mơ Qua - Ru Em Ngày Tháng Chia Xa - Sài Gòn Dấu Yêu - Tâm Khúc - Tháng Sáu Trời Mưa - Tìm Em - Tình Ca Người Xa Xứ - Tình Thơ - Tình Tự Mưa - Tình Yêu Muôn Thuở | - Tôi Về Giữa Mùa Xuân - Trả Lại Thoáng Mây Bay - Trong Tay Thánh Nữ Có Đời Tôi - Vết Thương Đời Của Em - Vì Em Tôi Đã Làm Sa Di - Vực Thẳm Tình Yêu - Xin Hãy Yêu Tôi - Xuân Khúc - Xuân Mơ |